# Richard Heber
Richard Heber (5 janvier 1774 – 4 octobre 1833) est un bibliophile anglais.

## Biographie
Il est né à Londres, fils de Reginald Heber et de sa première épouse, Mary Baylie, et a étudié à Oxford, à Brasenose College. À 19 ans, il a publié les œuvres de Silius Italicus (2 vols. 12mo, 1792) et l'année suivante préparé une édition des Carmina de Claudien (2 vols., 1793).
Dès l'enfance, il avait eu du goût pour collectionner les livres. Lorsqu'il était étudiant, il avait commencé à rassembler des classiques, mais en vieillissant ses goûts se sont élargis aux débuts de la littérature et du théâtre anglais, dont il a constitué une importante collection. À la mort de son père en 1804, il a hérité de grands domaines dans le Yorkshire et le Shropshire, qu'il a encore augmentés, et s'est consacré tout de suite à l'achat de livres rares. Il a fait partie des 18 fondateurs du Club de bibliophiles le Roxburghe Club en 1812.
En 1826, des rumeurs et des insinuations ont commencé à se faire entendre sur la nature de ses relations avec Charles Henry Hartshorne (en), un ami dont il avait fait la connaissance au Roxburghe Club. Le magazine John Bull (en) a insinué dans deux numéros qu'ils étaient homosexuels. Heber a quitté le pays et Hartshorne a fait condamner John Bull en justice.
Après ses achats en Angleterre, Heber a voyagé dans toute l'Europe pour acheter des livres : il en a constitué des dépôts à Paris, Anvers, Bruxelles, Gand et ailleurs aux Pays-Bas et en Allemagne. Lors des ventes, il achetait parfois un seul ouvrage, parfois des bibliothèques entières. Sir Walter Scott, qui était un ami proche, et qui lui a dédié le sixième chant de son poème Marmion, a qualifié la bibliothèque de Heber de « supérieure à toutes les autres dans le monde » ; Campbell le décrit comme « le plus féroce et le plus puissant de tous les bibliomanes ». Il ne se limitait pas à l'achat d'un seul exemplaire d'une œuvre qui l'intéressait. « Aucun gentleman [a-t-il remarqué] ne peut se passer de trois exemplaires d'un livre, un pour montrer, un pour utiliser et un pour prêter. » Sa bibliothèque a pris une telle ampleur qu'elle occupait huit bâtiments, en Angleterre et sur le continent.
À sa mort en 1833, sa collection en Angleterre a été estimée par Dibdin à 105 000 volumes, sans parler des autres en Europe, l'ensemble ayant coûté plus de 180 000 £. Dans son Dictionary of Authors, Samuel Austin Allibone calcule qu'il possédait 113 195 volumes en Angleterre et 33 632 en France et aux Pays-Bas, faisant un total de 146 827, auquel devait être ajouté une grande collection de pamphlets. Cette immense bibliothèque a été dispersée aux enchères au cours d'une vente de 216 jours qui a rapporté plus de 60 000 £.
Heber possédait de grands domaines dans le Yorkshire et le Shropshire ; il a été High sheriff de ce comté en 1821, ainsi que Membre du Parlement pour l'Université d'Oxford de 1821 à 1826, et en 1822 il a été nommé Doctor of Civil Law de cette université. Il était aussi un des fondateurs de l'Athenaeum Club de Londres.

## Famille
Il est le demi-frère de Reginald Heber (1783-1826), auteur d'hymnes et deuxième évêque de Calcutta, né du deuxième mariage de son père.